# 데리야키
데리야키(일본어: 照り焼き)는 간장, 미림, 설탕으로 만든 글레이즈를 바르거나 곁들여 굽는 또는 그릴에 굽는 요리 기법이다. 흔히 일본 요리와 연관되지만, 이 기법은 미국 시애틀의 패스트 푸드 식사에 맞게 개량되었다.
방어, 돛새치, 가다랑어, 연어, 송어류, 고등어 등의 생선과 닭고기는 주로 일본에서 사용되며, 돼지고기, 양고기, 소고기 등 다른 흰 고기 및 붉은 고기는 서양에서 더 자주 사용된다. 일본에서 때때로 사용되는 다른 재료로는 오징어, 함박 스테이크, 고기 완자 등이 있다.
데리야키라는 단어는 다레에 함유된 설탕 성분으로 인해 생기는 윤기나 광택을 뜻하는 명사 teri (照り)와 구이나 굽는 조리법을 뜻하는 yaki (焼き)에서 유래했다. 전통적으로 고기는 조리 중에 소스에 담그거나 소스를 바른다. 일본의 데리야키는 1600년대에 발전한 것으로 여겨진다.

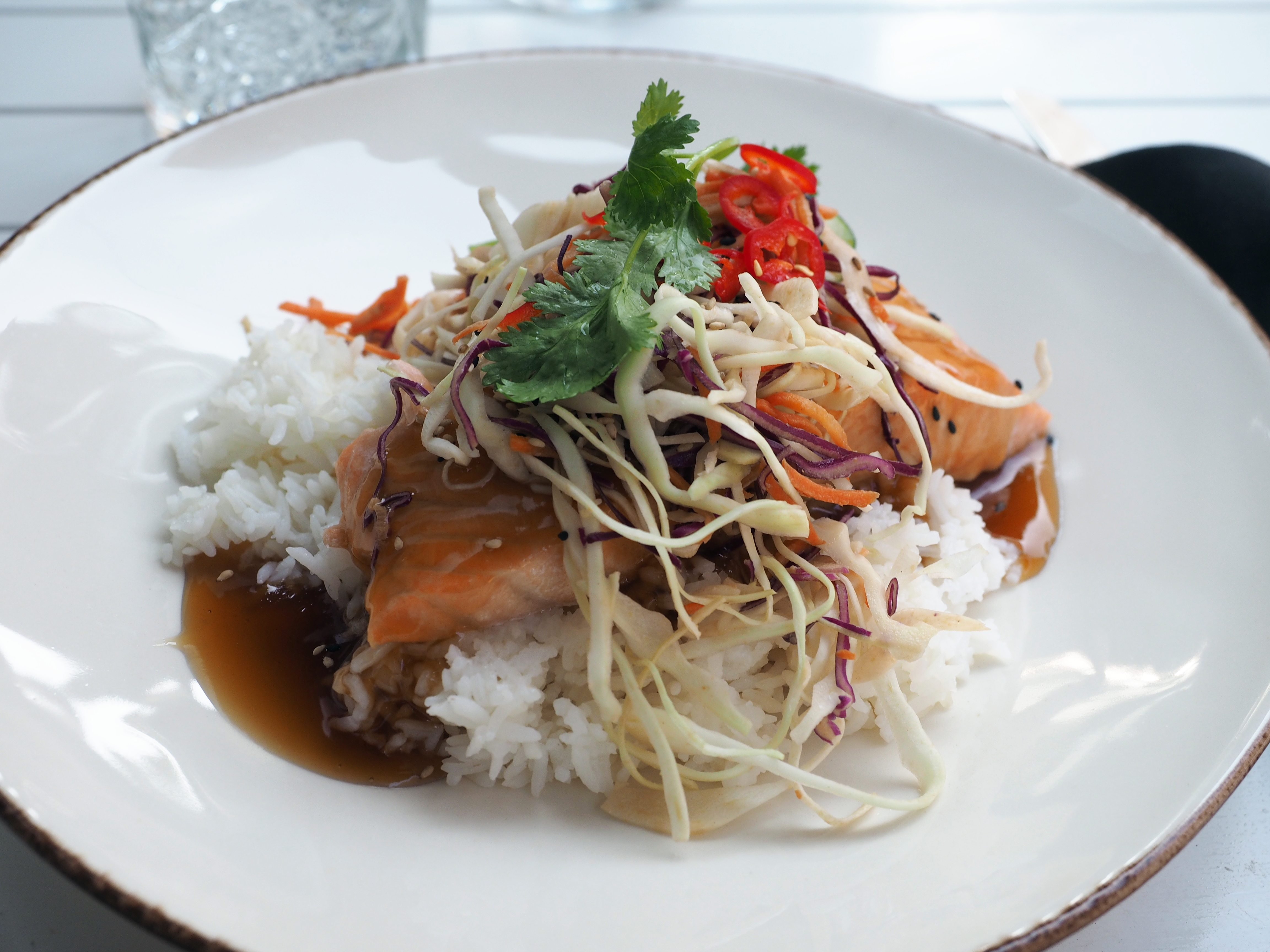
연어 데리야키

다레 (タレ)는 전통적으로 간장, 사케(또는 미림), 설탕을 열을 가하여 섞어 만든다. 소스는 끓여서 원하는 농도가 될 때까지 졸인 다음 고기를 재우고 그릴에 굽거나 굽는다. 때로는 생강을 첨가하고 마지막 요리에는 쪽파를 장식하기도 한다.

## 변형
데리야키 버거 (テ리야키バーガー)는 데리야키 소스를 얹거나 다진 고기 패티에 소스를 넣은 햄버거의 일종이다. 조지 모츠에 따르면, 이 요리는 일본에 뿌리를 두고 있다.

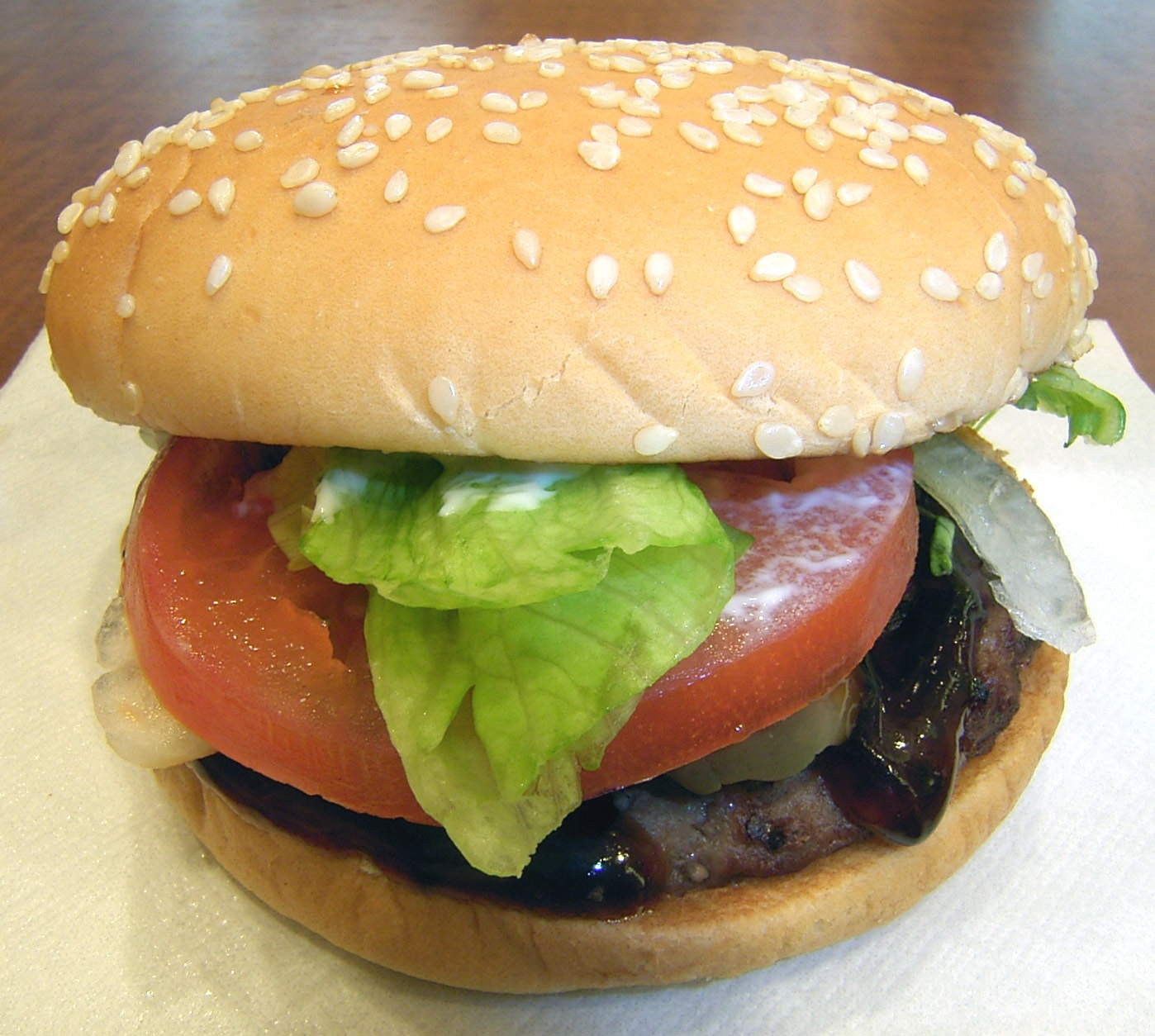
데리야키 버거

"데리야키 볶음"은 고기나 채소를 볶음으로 조리한 후 데리야키 소스에 버무린 것을 말한다. 채식 재료도 데리야키 스타일로 조리할 수 있다.

## 기원

### 일본
데리야키는 에도 시대 일본에서 요리 기법으로 등장했다.

### 미국

#### 데리야키 소스
북미에서는 데리야키와 유사한 소스로 만든 모든 요리를 데리야키라고 부른다. 여기에는 사케나 미림 대신 외국 재료를 사용하거나, 참깨나 마늘(전통 일본 요리에서는 흔하지 않음)과 같은 추가 재료를 사용한 요리도 포함되는 경우가 많다. 데리야키에 사용되는 소스는 일반적으로 달콤하지만 매울 수도 있다. 파인애플 주스는 단맛을 제공할 뿐만 아니라 고기를 부드럽게 하는 데 도움이 되는 브로멜린 효소를 함유하고 있어 때때로 사용된다. 고기를 먼저 굽고 나중에 소스를 붓거나 달콤한 소스를 재우는 데 사용하는 것은 데리야키를 요리하는 비전통적인 방법이다. 데리야키 소스는 때때로 닭 날개에 뿌려지거나 딥으로 사용되기도 한다.

#### 하와이주
데리야키는 일본 이민자들에 의해 하와이주에 전해졌고 현지 재료와 선호도에 따라 발전했다. 데리야키 메인 요리는 하와이 플레이트 런치의 인기 있는 구성 요소이다.

#### 시애틀

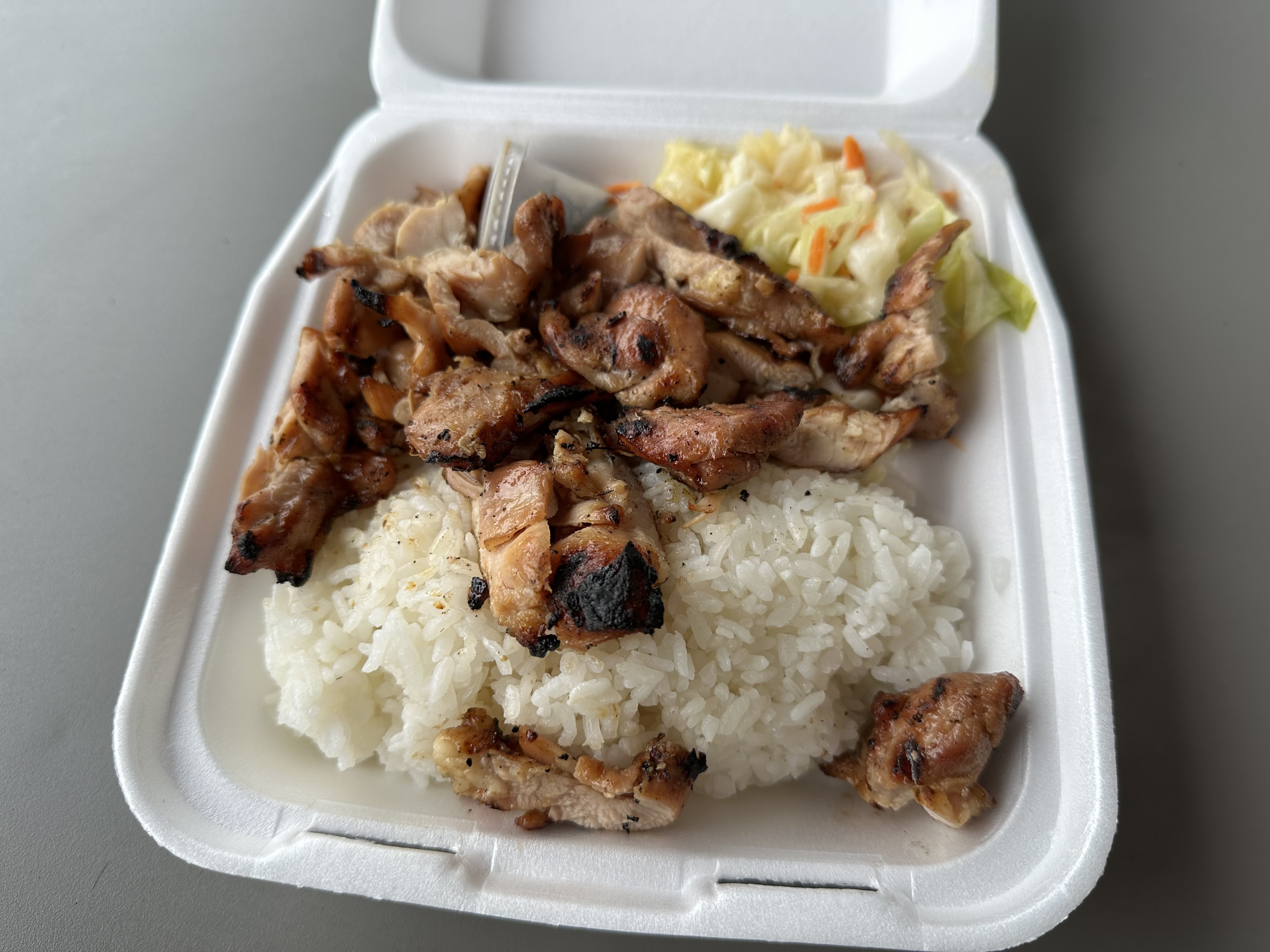
치킨 데리야키 플레이트 런치(밥과 콜슬로 포함)

워싱턴주 시애틀 시에서는 1990년대에 큰 데리야키 문화가 형성되었다. 2010년 기준, 시에는 이름에 "데리야키"가 들어간 식당이 83개가 넘었다. 일부 언론에서는 데리야키가 패스트 푸드 형태로 널리 채택되면서 시애틀의 대표적인 요리로 묘사되었다.
최초의 독립적인 데리야키 식당인 토시스 데리야키(Toshi's Teriyaki)는 1976년 시애틀의 로어 퀸 앤 지역에 문을 열었다. 이 식당의 저렴한 데리야키 소스 치킨 및 소고기 꼬치 요리는 이 지역의 다른 식당들에게 영감을 주었다. 토시스는 이후 1996년까지 시애틀 지역에 17개 지점을 가진 체인으로 확장되었다.

## 같이 보기
- 바비큐
- 아사도
- 소스